# Palazzo Sipari
Il palazzo Sipari è un edificio storico della città di Alvito, in provincia di Frosinone, costruito alla metà del XIX secolo. Prende il nome dalla famiglia che lo fece erigere, proveniente da Pescasseroli, nel versante opposto della montagna alvitana, e che disponeva, nel corso dell'800, del più vasto gregge di pecore transumanti del Regno di Napoli.

## Storia

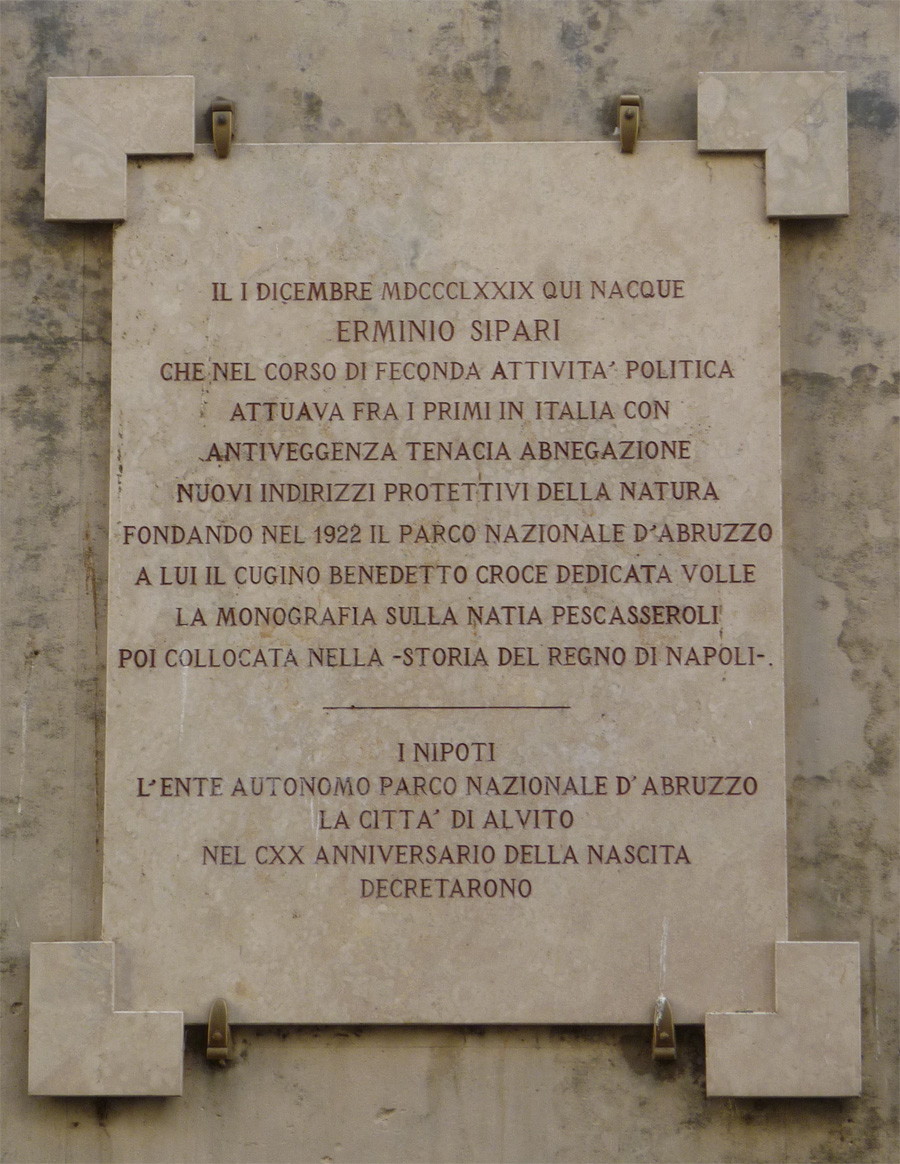
Epigrafe in memoria di Erminio Sipari

L'edificio è stato eretto nel 1858: i lavori, secondo quando ricostruito in modo documentale, durarono meno di un anno, per un importo pari ai proventi ricavati da una stagione di tosatura e latte delle pecore.
La sua costruzione era legata alle nozze, celebratesi nello stesso 1858, tra Carmelo Sipari e Cristina Cappelli. Lo sposo, un esponente della borghesia armentaria abruzzese, dopo l'Unità sarebbe stato più volte sindaco tanto in Pescasseroli, quanto in Alvito, e avrebbe ideato, assieme al fratello, il poeta Francesco Saverio, la riserva reale dell'Alta val di Sangro. 
La sposa discendeva, invece, da una famiglia nobile di San Demetrio ne' Vestini, che contava diversi intellettuali e politici di spicco dell'Italia pre e post-unitaria, fra i quali Orazio Antonio, Emidio, Antonio e Raffaele Cappelli.

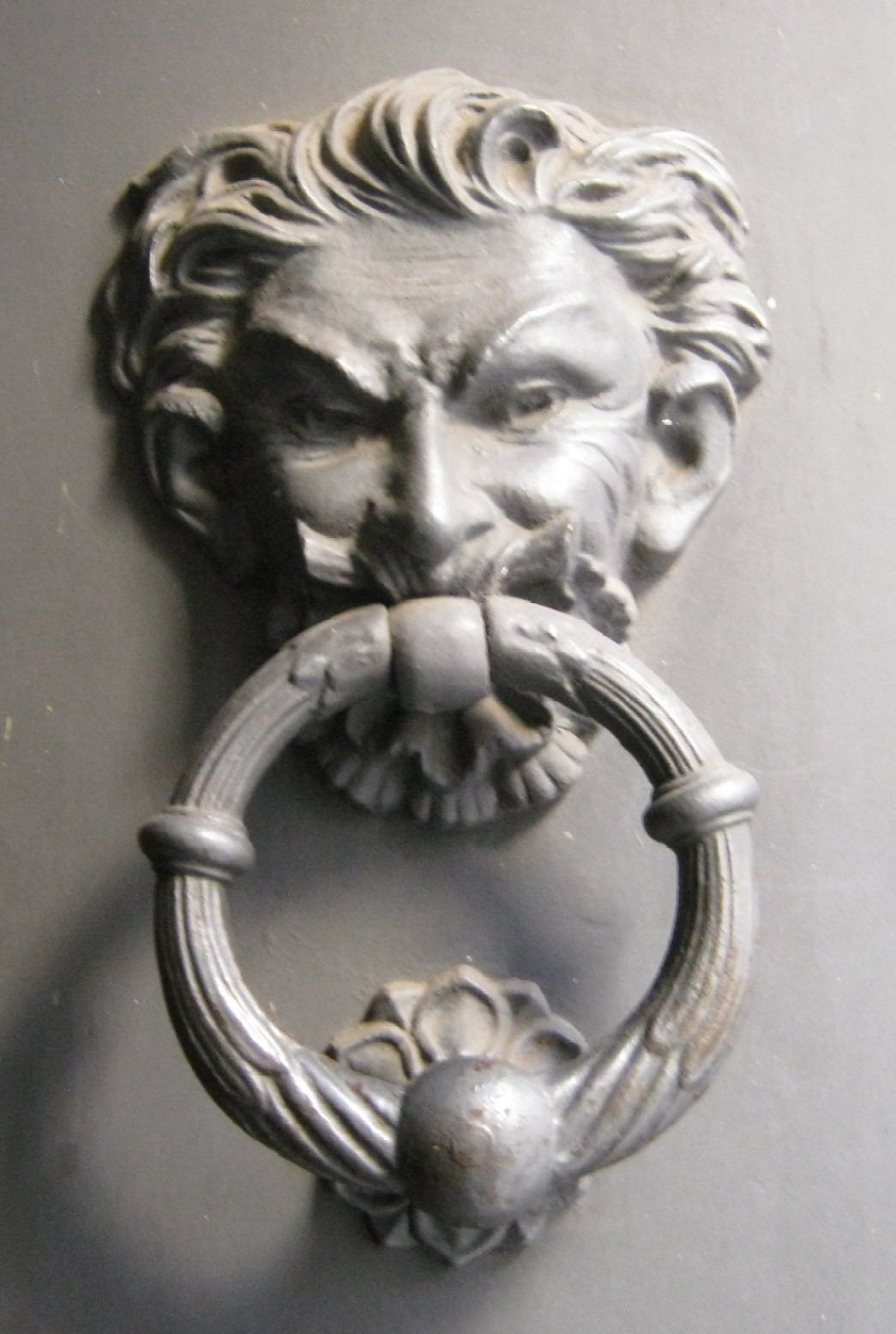
Particolare del batacchio

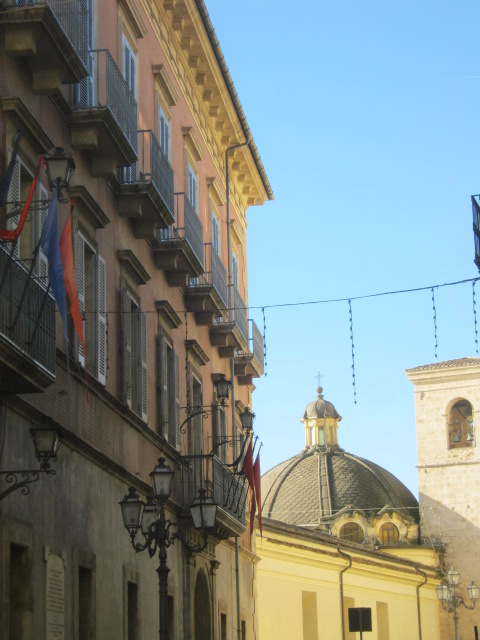
La facciata verso S. Simeone Profeta

Secondo alcune fonti, nel 1866, subito dopo la nascita pescasserolese, in questa dimora di Alvito avrebbe trascorso i primi mesi di vita Benedetto Croce, figlio proprio di una Sipari, Luisa, sorella di Carmelo. Lo stesso filosofo vi ha soggiornato più volte, in particolare nel 1925, e alcuni suoi carteggi sono conservati nell'archivio storico ivi presente.
Nell'edificio nacque, nel 1879, uno dei figli di Carmelo e Cristina, quell'Erminio Sipari, deputato del Regno d'Italia, che avrebbe prima ideato, poi inaugurato privatamente (1922) e infine presieduto per un decennio il Parco nazionale d'Abruzzo, prima area protetta d'Italia.

## Architettura
Il palazzo si trova nel rione Valle, sul corso Gallio, la strada principale di Alvito, ubicato tra la Chiesa madre di S. Simeone Profeta e la Porta Jacobelli. Si sviluppa su cinque piani, due dei quali interrati. Dall'esterno, sul corso Gallio, la forma dell'edificio appare rettangolare, salvo tuttavia trasformarsi nel prospetto orientale in mezzo quadrato, a "l", che poi si chiude nei piani interrati, formando un cortile, non visibile se non in parte dalla limitrofa chiesa.
La facciata presenta, in corrispondenza del piano terra, una serie di finestre tamponate e due portoni sormontati sia da metope che da balconi; gli altri piani hanno, esternamente, una rivestitura di intonaco di color rosa che è stato decorato a finti mattoni.
I soffitti, a volta, sono generalmente affrescati, alcuni su intonaco, alcuni su carta. Lo scalone e i balconi della facciata principale sono stati realizzati con marmo di Trani. Ognuno dei cinque piani di cui si compone l'immobile aveva una precisa funzione: quelli interrati erano destinati all'attività agricola, con frantoio e locali di immagazzinamento sia cerealicolo che vinicolo (primo), e ai servizi, con le cucine e la stireria (secondo); i tre su strada erano destinati, rispettivamente, alla rappresentanza, al reparto notte e ai saloni da ballo.
Gli affacci sono diversi: oltre che sul corso Gallio (e sul prospiciente Palazzo Graziani), dove si trova l'ingresso principale, costituito da un portale in ferro battuto caratterizzato da due batacchi antropomorfi, essi danno anche sulla piana d'Alvito e della Valle di Comino, sulla Chiesa madre di S. Simeone Profeta e, verso il lato orientale di Alvito, sia su Porta Jacobelli sia sulle montagne del gruppo della Meta e del Parco nazionale d'Abruzzo, Lazio e Molise.
Nel 1999 è stata svelata, alla destra del portone principale, un'epigrafe commemorativa dei 120 anni dalla nascita di Erminio Sipari, in occasione dell'inaugurazione degli uffici del settore laziale, in Alvito, dell'Ente Parco.